# Виборчий округ 29
Виборчий округ 29 — виборчий округ в Дніпропетровській області. В сучасному вигляді був утворений 28 квітня 2012 постановою ЦВК №82 (до цього моменту існувала інша система виборчих округів). Окружна виборча комісія цього округу розташовується в будівлі Дніпровської районної ради за адресою смт. Слобожанське, вул. Теплична, 5.
До складу округу входять частина Амур-Нижньодніпровського району (територія на північ від вулиць Донецьке шосе, Передова, Вітчизняна, Желябова, Яхненківська та Янтарна) міста Дніпро, а також Дніпровський і Петриківський райони. Округ складається із двох окремих частин, які не межують між собою. Виборчий округ 29 межує з округом 34 і округом 149 на північному заході, з округом 34 на півночі, з округом 38 на північному сході і на сході, з округом 39 на південному сході, з округом 40 на півдні і на південному заході, з округом 30 на заході та має всередині округи 24, 25, 26, 27 і 28 (місто Дніпро) у вигляді схожому на ексклав. Виборчий округ №29 складається з виборчих дільниць під номерами 120103-120116, 120118-120141, 120143-120146, 120378-120391, 121046-121058, 121065-121070, 121078-121083, 121085-121086, 121104, 121781 та 121784.

## Народні депутати від округу
| Ім'я                             | Фото | Партія               | Скликання | Дата набуття повноважень | Дата припинення повноважень |
| -------------------------------- | ---- | -------------------- | --------- | ------------------------ | --------------------------- |
| Бутківський Віктор Володимирович |      | Партія регіонів      | 7-ме      | 12 грудня 2012           | 27 листопада 2014           |
| Купрій Віталій Миколайович       |      | Блок Петра Порошенка | 8-ме      | 27 листопада 2014        | 29 серпня 2019              |
| Демченко Сергій Олексійович      |      | Слуга народу         | 9-те      | 29 серпня 2019           |                             |

## Результати виборів

### Парламентські

#### 2019
Кандидати-мажоритарники:
- Демченко Сергій Олексійович (Слуга народу)
- Юрчак Олександр Валерійович (Опозиційна платформа — За життя)
- Широких Олександр Сергійович (самовисування)
- Голосний Максим Ігоревич (самовисування)
- Кошка Дмитро Олександрович (Європейська Солідарність)
- Гарькавий Володимир Віталійович (Батьківщина)
- Камінський Ігор Васильович (Сила і честь)
- Мельник Сергій Ігорович (Опозиційний блок)
- Сектименко Василь Миколайович (Свобода)
- Джихур Сергій Вікторович (самовисування)
- Маласай Віталій Миколайович (самовисування)
- Тягло Станіслав Петрович (самовисування)
- Колесников Владислав Миколайович (Самопоміч)
- Москаленко Роман Анатолійович (самовисування)
- Капуста Едуард Олександрович (Патріот)
- Припадчева Вікторія Анатоліївна (самовисування)
- Кісель Юрій Іванович (самовисування)
- Максименко Олександр Юрійович (Разом сила)
- Місіратов Марлен Едемович (самовисування)

#### 2014
Кандидати-мажоритарники:
- Купрій Віталій Миколайович (Блок Петра Порошенка)
- Клименко Анатолій Володимирович (Народний фронт)
- Швець Микола Антонович (самовисування)
- Шинкевич Віктор Геннадійович (Сильна Україна)
- Бордовська Віра Семенівна (Комуністична партія України)
- Дзоз Микола Оникійович (Батьківщина)
- Москалець Михайло Миколайович (Радикальна партія)
- Москаленко Роман Анатолійович (самовисування)
- Писаревський Костянтин Іванович (самовисування)
- Прокудін Олександр Геннадійович (Зелена планета)

#### 2012
Кандидати-мажоритарники:
- Бутківський Віктор Володимирович (Партія регіонів)
- Садовий Тарас Іванович (УДАР)
- Чалий Дмитро Володимирович (Комуністична партія України)
- Гноєвий Віктор Григорович (самовисування)
- Мельник Сергій Ігорович (Народна партія)
- Мазур Валерій Григорович (самовисування)
- Штамбург Вячеслав Віталійович (Україна — Вперед!)
- Маласай Віталій Миколайович (самовисування)
- Пегушин Павло Іванович (самовисування)

## Явка
Явка виборців на окрузі: